# Vola colomba
Vola colomba è un brano musicale composto da Bixio Cherubini e da Carlo Concina, vincitore del Festival di Sanremo 1952 nell'interpretazione di Nilla Pizzi.

## Descrizione
Vola colomba era stata composta quando Trieste, a seguito del trattato di Parigi del 1947, era divenuta una città stato indipendente sotto la protezione delle Nazioni Unite con il nome di Territorio Libero di Trieste; la situazione si sarebbe sbloccata con il memorandum di Londra, nell'ottobre del 1954.
In quel contesto, sulla questione del ritorno di Trieste all'Italia, il brano ebbe un grande successo. Nel testo di Cherubini, sono numerosi i riferimenti al capoluogo della Venezia Giulia, per esempio: «inginocchiata a San Giusto», «lasciavamo il cantiere» (essendo Trieste sede di cantieri navali) e «il mio vecio» per indicare il padre nel dialetto triestino.